# Суходол (Тернопольская область)
Суходол (укр. Суходіл) — село в Гусятинской поселковой общине Чортковского района Тернопольской области Украины.
До 2020 года входило в Гусятинский район.
Код КОАТУУ — 6121687601. Население по переписи 2001 года составляло 644 человека.

## Географическое положение
Село Суходол находится на берегу реки Суходол в месте впадения в неё реки Чабаровка,
ниже по течению на расстоянии в 2 км расположено село Сидоров.
Через село проходит автомобильная дорога Т-2002.

## История
- 1532 год — дата основания.

## Объекты социальной сферы
- Школа I—II ст.
- Клуб.
- Фельдшерско-акушерский пункт.

## Достопримечательности
- Братская могила советских воинов.

## Известные люди
В селе родился поэт С. П. Галябарда.